# 馬東納峰

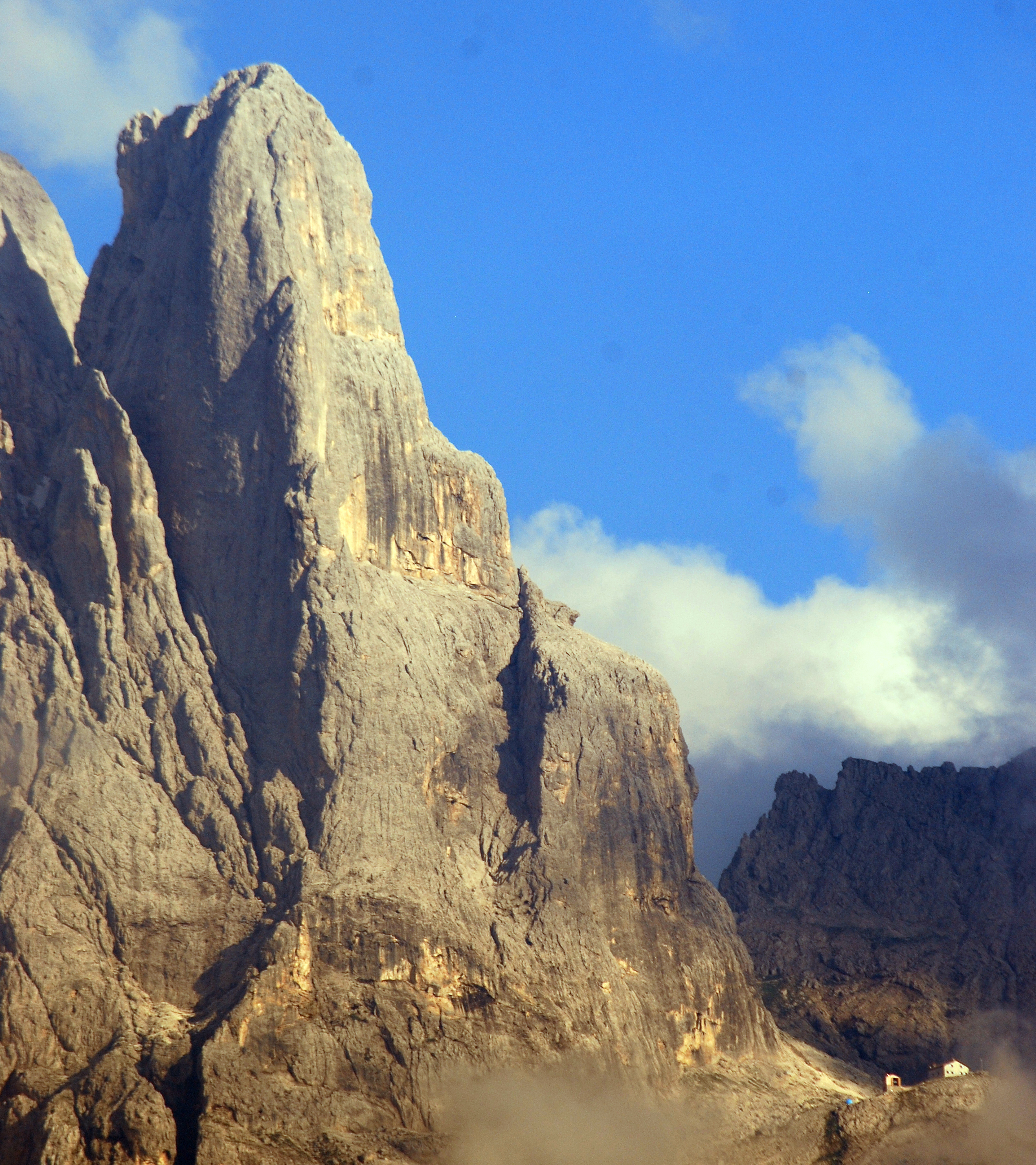

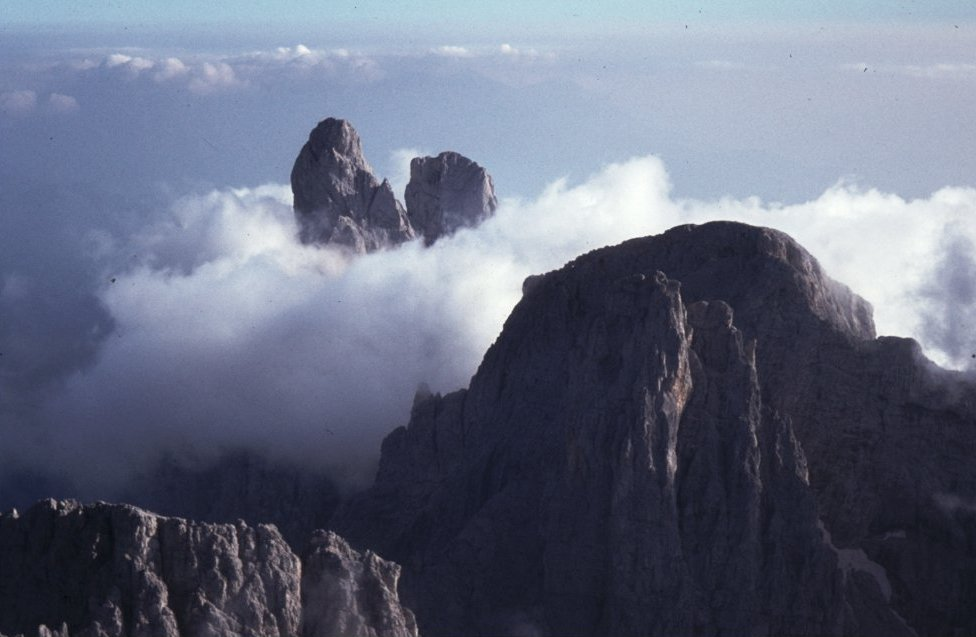

46°13′56″N 11°50′44″E / 46.23222°N 11.84556°E
馬東納峰（義大利語：Cima della Madonna），是意大利的山峰，位於該國東北部，由特倫托自治省負責管轄，屬於帕拉山脈的一部分，距離薩斯馬奧爾山0.2公里，海拔高度2,752米，人類在1886年首次登頂。